# Ultima V: Warriors of Destiny
Ultima V: Warriors of Destiny est un jeu vidéo de rôle développé et publié par Origin Systems en 1988. Le jeu est le cinquième de la série de jeux de rôle Ultima créée par Richard Garriott.

## Présentation
Ultima V fut le dernier Ultima développé sur Apple II (ses suites seront toutes développées sur PC). Ce fut également le dernier dans lequel Richard Garriott programma une partie significative du jeu ; dans les jeux suivants, il se contentera d'être le designer principal.
Ultima V était plus soigné que ses prédécesseurs, tant au niveau de l'écriture (les jeux précédents étaient remplis de fautes d'orthographe ou de vocabulaire) que des détails. Le jeu simulait par exemple le jour et la nuit et les personnages gérés par l'ordinateur agissaient en conséquence.

## Scénario
Au commencement d’Ultima V, le joueur apprenait que Lord British avait disparu lors d’une expédition dans les souterrains et que le trône de Britannia était usurpé par un tyran nommé Lord Blackthorn, tandis que trois personnages connus seulement sous le nom des « Seigneurs de l’ombre » terrorisaient le pays. Blackthorn avait mis en place un système légal hypocritement moraliste, ostensiblement basé sur les huit vertus d’Ultima, mais qui était tout sauf vertueux. L’Avatar était invoqué par ses amis et, ensemble, ils formèrent les « Guerriers du destin » pour éliminer les Seigneurs de l’ombre, vaincre Blackthorn et rétablir Lord British sur le trône.
Le jeu fut un succès critique pour son portrait d’un régime dictatorial; le ton de l’ensemble est beaucoup plus sombre que celui d’Ultima IV.

## Accueil
| Ultima V      |    |        |
| ACE           | US | 92,8 % |
| AllGame       | US | 4/5    |
| Dragon        | US | 5/5    |
| Gen4          | FR | 94 %   |
| Jeuxvideo.com | FR | 17/20  |
| Joystick      | FR | 99 %   |
| Tilt          | FR | 18/20  |